# Gârbou
Gârbou (in ungherese Csákigorbó) è un comune della Romania di 2 264 abitanti, ubicato nel distretto di Sălaj, nella regione storica della Transilvania.
Il comune è formato dall'unione di 7 villaggi: Bezded, Călacea, Cernuc, Fabrica, Gârbou, Popteleac, Solomon.
Principale monumento del comune è il Castello Haller, complesso costruito nel XVIII secolo comprendente una costruzione residenziale ed una chiesa, con un grande portale ed una corte ornata da una fontana.